# Салтыков-Каргопольский, Сергей Петрович
Серге́й (Се́ргий) Петро́вич Салтыко́в (Каргопольский; 1775 — 14 (26) сентября 1826, Петербург) — русский государственный и военный деятель, переводчик и драматург, сенатор. Внебрачный сын («воспитанник») графа П. В. Салтыкова, носивший до 1800 года фамилию Каргопольский. Внук графа В. С. Салтыкова.
Перевёл драму Мерсье «Наталия» (М., 1794). Переводил с польского оды и песни (М., 1795). Известна его оригинальная ода: «Ода на бракосочетание великого князя Константина Павловича и вел. княжны Анны Феодоровны» (1796).
Позже сотрудничал в журналах, близких к Вольному обществу любителей словесности, наук и художеств, подписываясь различными криптонимами фамилии «Салтыков».
С сентября 1816 года — действительный член Вольного общества любителей российской словесности. В 1817 году исполнял обязанности его председателя, в 1818 году был избран его первым президентом, с 1819 года — заместитель президента Ф. Н. Глинки. Серьёзного участия в делах Общества не принимал.
Скончался в сентябре 1826 года от чахотки, похоронен на Смоленском кладбище.